# Alina, Golconda királynéja
Az Alina, Golconda királynéja (olaszul: Alina, regina di Golconda) Gaetano Donizetti kétfelvonásos operája (opera buffa). A szövegkönyvet Felice Romani írta Michel-Jean Sedaine librettója nyomán, amely Pierre-Alexandre Monsigny Aline, reine de la Golconde című operája számára készült, Stanislas de Boufflers elbeszélése alapján. A művet 1828. május 12-én mutatták be először Genovában, a Teatro Carlo Felicében. Donizetti 1829-ben átdolgozta a művet. Ezt a változatot 1829. október 10-én mutatták be először a római Teatro della Valléban. Magyarországon 1842. október 29-én mutatták be először a pesti Nemzeti Színházban.

## Szereplők
| Szereplő                                | Hangfekvés   | Az ősbemutató szereposztása |
| --------------------------------------- | ------------ | --------------------------- |
| Alina, pásztorlány, Golconda királynéja | szoprán      | Adelaide Comelli Rubini     |
| Fiorina                                 | mezzoszoprán | Carolina De Vincenti        |
| Seide                                   | tenor        | Giovanni Battista Verger    |
| Volmar                                  | bariton      | Antonio Tamburini           |
| Belfiore                                | basszus      | Giuseppe Frezzolini         |
| Hassan                                  | tenor        | Antonio Crippa              |
| Cora, a királynő szolgája               |              |                             |

## Cselekménye
- Helyszín: India, Golconda képzeletbeli országa
- Idő: 19. század első fele

### Első felvonás
A provence-i születésű Alinát öt éve fiatal kalózok rabolták el és hurcolták a távoli Golcondába, ahol a király vásárolta meg rabszolgaként. A király beleszeretett és feleségül vette. A király korán meghalt így Alina fiatalon özvegy maradt, mint királyné. Mivel az ország nem maradhat király nélkül a kötelező gyászév után megindult a kérők hada. A legesélyesebb pályázó Seide, a királyné seregeinek vezére. Alinában azonban él egy régi emlék, egy francia tiszt, bizonyos Ernesto Volmar iránt érzett és viszonzott szerelem, emiatt halasztja döntését. Egyetlen támasza Fiorina, akit szintén Franciaországból raboltak el. Közben a kikötőbe megérkezik egy francia hajó, a francia király követével, aki nem más mint Ernesto Volmar. Mellette áll Belfiore is, aki Fiorina egykori férje. A két asszonyban azonnal lángra kap a régi szerelem, de Alinát kételyek gyötrik, hogy vajon Ernestóban is ég-e a szerelem lángja. Eldönti, hogy próbát tesz. Hasonlóképpen cselekedik Fiorina is. Alina először rejtve, szolgái között megbújva jelenik meg és szólítja Volmart. Ugyanezt teszi Fiorina is Belfioréval. A hatás megdöbbentő. A két férfi mintha valami furcsa álomból ébredne, földbe gyökerezett lábakkal kutatja a régi emlékek forrását. A következő alkalommal Alina udvari emberei előtt, mint lehetséges királyt nevezi meg Volmart. Arra számít, hogy a férfi tiltakozni fog. Ám nem ez történik, Volmar elegáns meghajlással fogadja az ajánlatot.

### Második felvonás
A harmadik próba hosszas előkészületeket igényel. Alina felépítteti azt a provence-i falut ahonnan elrabolták. Idecsalja a franciákat. Azok, mintha varázslat érné őket, megbabonázva látják az ismerős vidéket. Mindezt Seide nem bírja végignézni és azonnal szerelmet vall Alinának, aki azonban visszautasítja. Bosszúból el akarja fogatni és börtönbe záratni a királynét, de tervével megkésik és a franciáknak sikerül időben közbelépni.